# Hans Martin Sutermeister
Hans Martin Sutermeister (ur. 29 września 1907 w Schlossrued (Argowia), zm. 4 maja 1977 w Bazylei) – szwajcarski lekarz, polityk i wolnomyśliciel. 

## Życiorys
Publikował pisma na tematy ogólnomedyczne, medyczno-historyczne i psychologiczne. Od 1966 do 1972 był członkiem parlamentu kantonu Berno. Od 1968 do 1971 był członkiem rządu miasta Berno. Był również pracownikiem biura przeciwko/do spraw samowoli urzędów i związków spółdzielni Migros. W tym biurze pracował przy rewizjach i kontrolach procesów o morderstwo w sprawie Pierre Jaccoud
, Maria Popescu, Walter Gross i Robert Willi.

## Pisma
- Zwischen zwei Welten: Novelle (pseudonim: Hans Moehrlen; Berno, 1942) ISBN 978-3-226-00030-6
- Über die Wandlungen in der Auffassung des Krankheitsgeschehens] (1947)
- Psychosomatik des Lachens und Weinens (1952)[2]
- Schiller als Arzt: ein Beitrag zur Geschichte der psychosomatischen Forschung (1955)
- Summa Iniuria – Ein Pitaval der Justizirrtümer (1976) ISBN 978-3-226-00096-2
- Grundbegriffe der Psychologie von heute (1976) ISBN 978-3-226-00313-0